# 수확

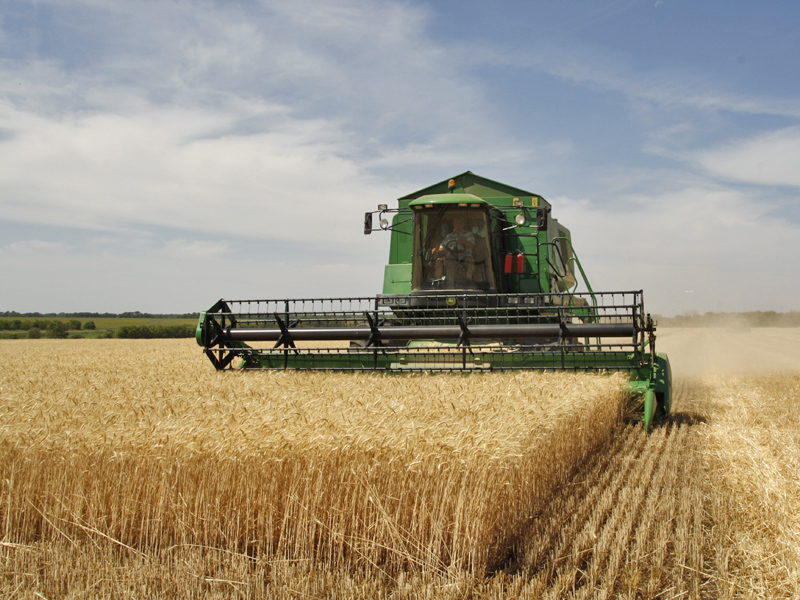
볼고그라드주의 솝호스에서 수확 중

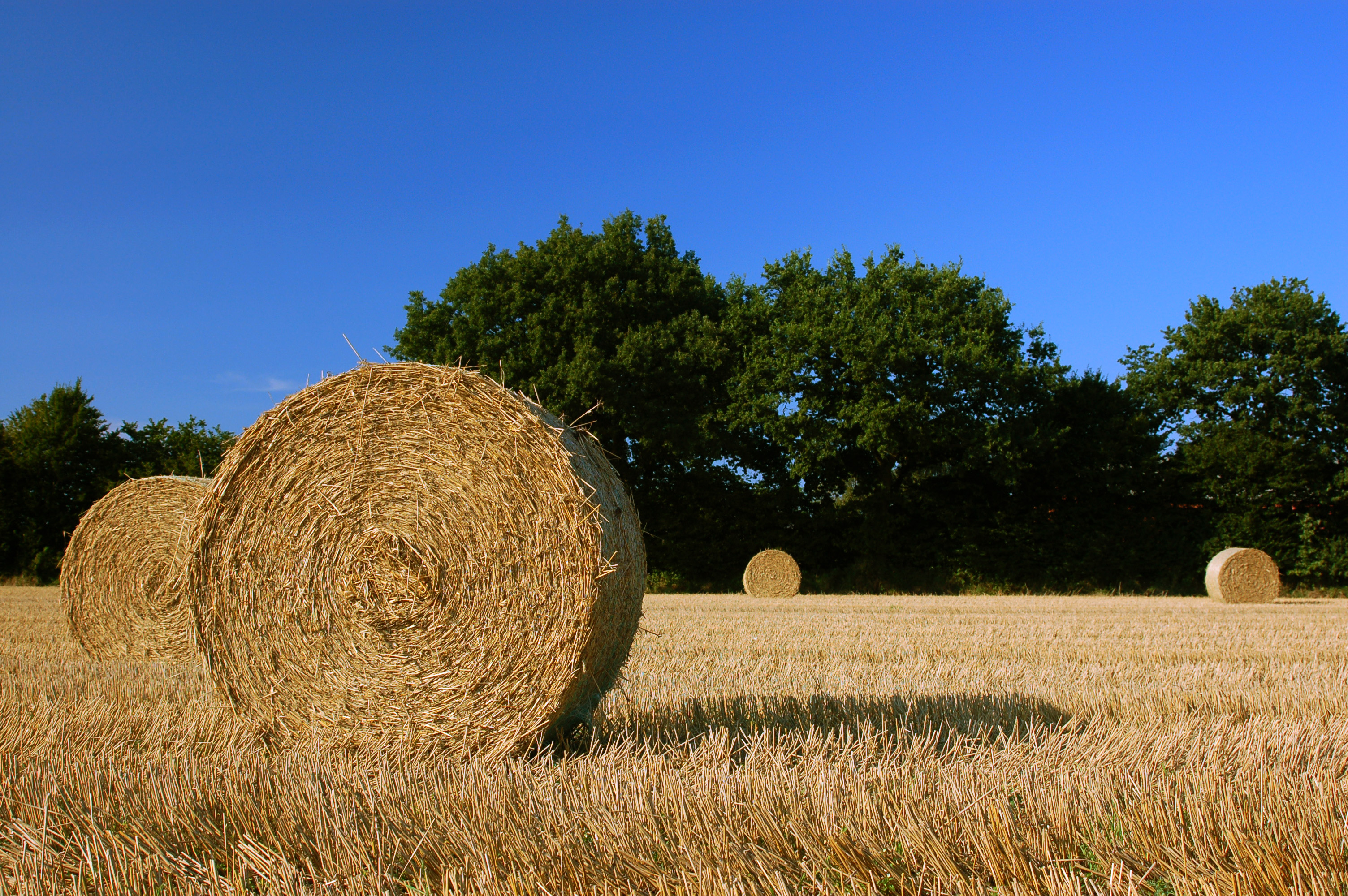
독일 슐레스비히홀슈타인주의 밭에 있는 건초 짚더미.

수확(収穫, harvest)은 식물, 동물 또는 물고기(및 균류)를 식량으로 수집하는 과정이며, 특히 성숙한 작물을 수확하는 과정을 말하며, "수확물"은 수확된 작물을 의미하기도 한다. 거둬들이기는 일반적으로 큰낫, 낫 또는 수확기를 사용하여 곡물이나 콩류를 수확하기 위해 베는 것을 말한다. 최소한의 기계화가 이루어진 소규모 농장에서 수확은 성장기 중 가장 육체노동 집약적인 활동이다. 대규모 기계화 농장에서는 콤바인과 같은 농업 기계를 사용하여 수확한다. 자동화는 파종 및 수확 과정의 효율성을 높였다. 부드러운 움켜쥐기와 대량 운송을 위해 컨베이어 벨트를 사용하는 특수 수확 장비는 각 실생을 손으로 제거하는 수작업을 대체한다. 일반적인 용어인 "수확"은 세척, 분류, 포장 및 냉각을 포함한 즉각적인 수확후처리를 포함할 수 있다.
수확의 완료는 성장기의 끝, 또는 특정 작물의 성장 주기의 끝을 의미하며, 이 사건의 사회적 중요성 때문에 많은 문화와 종교에서 볼 수 있는 수확제와 같은 계절 축제의 초점이 된다.
가을걷이, 추수(秋收)는 특별히 가을에 익은 곡식을 거두어들이는 일을 말한다.

## 어원
영단어 명사 "Harvest"는 고대 영어 단어인 hærf-est(앵글족이 앙겔른에서 영국으로 이주하기 전에 만들어진 단어)에서 유래했으며, "가을"(계절), "수확철" 또는 "8월"을 의미한다. (영국 방언에서는 계속 "가을"을 의미하며, 일반적으로 "작물을 수확하는 계절"을 의미한다.) "수확"은 가을철에 곡물과 기타 재배된 생산물을 베고, 모으고, 저장하는 활동, 그리고 그 곡물과 기타 재배된 생산물 자체를 의미하게 되었다. "Harvest"는 또한 동사화되었다: "Harvest하다"는 수확물(또는 작물)을 베고, 모으고, 저장하는 것을 의미한다. 수확하는 사람과 수확하는 장비는 수확기이며, 그들이 수확하는 동안은 수확 중이다.

## 흉작
흉작(수확 실패)은 식물이 손상되거나, 죽거나, 파괴되거나, 예상되는 풍부함으로 식용 과일, 씨앗 또는 잎을 형성하지 못하는 방식으로 영향을 받아 기대치에 비해 작물 수확량이 없거나 크게 감소하는 것을 말한다.
흉작은 식물병 발생(아일랜드 대기근과 같은), 분화(여름 없는 해와 같은), 폭우, 폭풍, 가뭄, 또는 토양 비옥도 감소, 너무 높은 염류집적, 침식, 사막화와 같은 느리고 누적적인 효과, 일반적으로 배수 (공학), 과도한 물 사용(관개를 위한), 과도한 비료 사용, 또는 과잉착취의 결과로 발생할 수 있다.
역사적으로 흉작과 그에 따른 기근은 인구이동, 농촌 이탈 등을 촉발시켰다.
단작의 확산은 작물 다양성 감소와 인공 비료 및 농약의 과도한 사용에 대한 의존도를 높여 거의 재생 불가능한 토양을 만들었다. 수년에 걸쳐 지속 불가능한 농업은 토양 비옥도를 저하시키고 작물 수확량을 감소시킨다. 꾸준히 증가하는 세계 인구와 지역 인구 과잉으로 인해, 약간의 수확량 감소조차도 부분적인 흉작과 동등하다. 비료는 애초에 토양 재생의 필요성을 없애고, 국제무역은 지역 흉작이 기근으로 발전하는 것을 막는다.

## 기타 용도

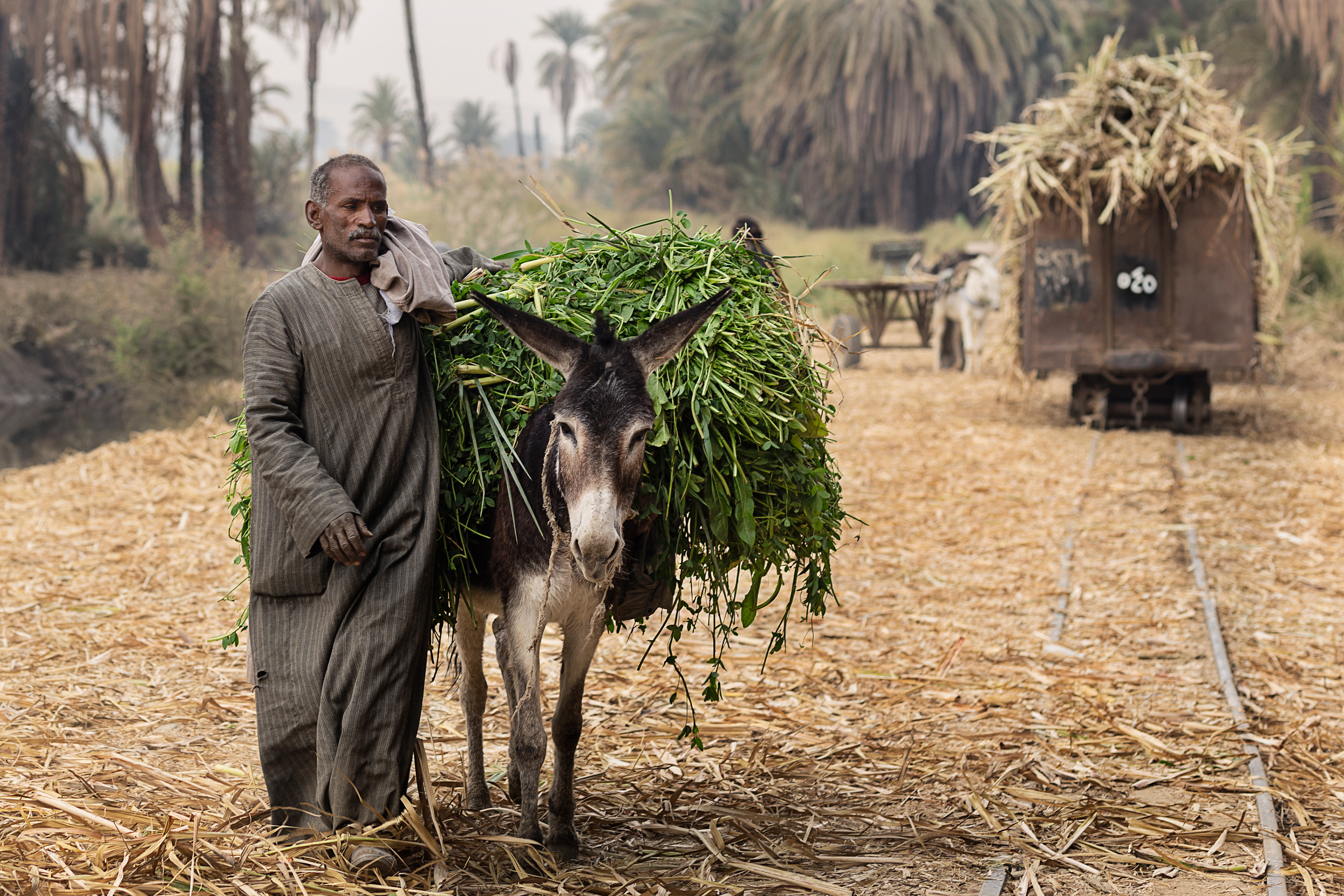
일부 사람들은 자신들의 가축을 이용해 작물을 수확한다.

수확은 일반적으로 곡류와 생산물을 가리키지만, 어로와 벌채도 수확이라고 불린다. 수확이라는 용어는 포도주를 위한 포도 수확에도 사용된다. 야생 수확은 재배되지 않은 식물 및 기타 식용품을 채집하는 것을 의미한다. 관개의 맥락에서, 물 수확은 농업 또는 가정용으로 빗물을 모으고 흘려보내는 것을 의미한다. 수확 대신, 어업이나 수자원 착취와 같이 착취라는 용어도 사용된다. 에너지 하베스팅은 태양 에너지 발전, 열 에너지, 풍력, 염도 차이, 운동 에너지 등 활용되지 않을 에너지를 포착하고 저장하는 과정이다. 시체 수확 또는 시체 수확은 해부학 연구 목적으로 시체를 수집하고 준비하는 과정이다. 유사한 의미에서, 장기 적출은 이식 목적으로 기증자로부터 조직이나 장기를 제거하는 것을 말한다.
비농업적 의미에서 "수확"이라는 단어는 출구 사건 또는 유동성 사건으로 알려진 경제 원칙이다. 예를 들어, 개인이나 기업이 회사에 대한 소유권을 현금화하거나 제품에 대한 투자를 제거하는 경우, 이를 수확 전략이라고 한다.

### 캐나다
캐나다에서 수확 또는 국내 수확은 퍼스트 네이션, 메티스, 이누이트의 사냥, 낚시, 식물 채집을 원주민 또는 조약 권리 논의에서 지칭한다. 예를 들어, 그위친 포괄적 토지 청구 협정에서 "수확은 채집, 사냥, 덫 사냥 또는 낚시를 의미한다...". 유사하게, 틀리초 토지 청구 및 자치 협정에서는 "'수확'은 야생 동물과 관련하여 사냥, 덫 사냥 또는 낚시를 의미하며, 식물이나 나무와 관련하여 채집 또는 베는 것을 의미한다."

## 갤러리

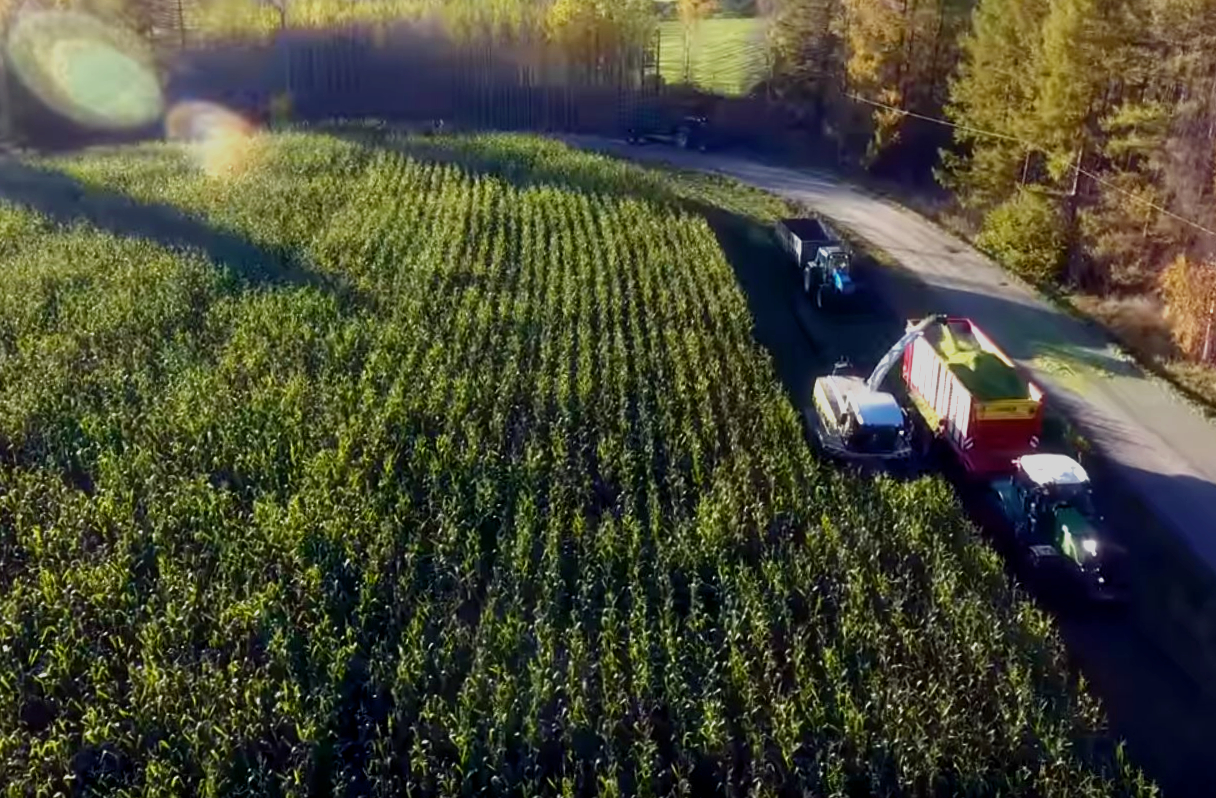
핀란드 남사보니아 란타살미의 옥수수밭 수확
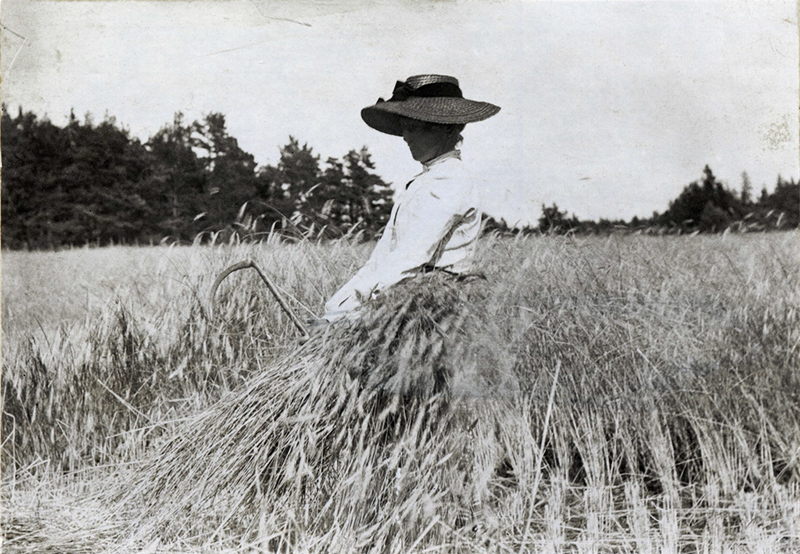
1900~1910년, 스웨덴 고틀란드에서의 호밀 수확.
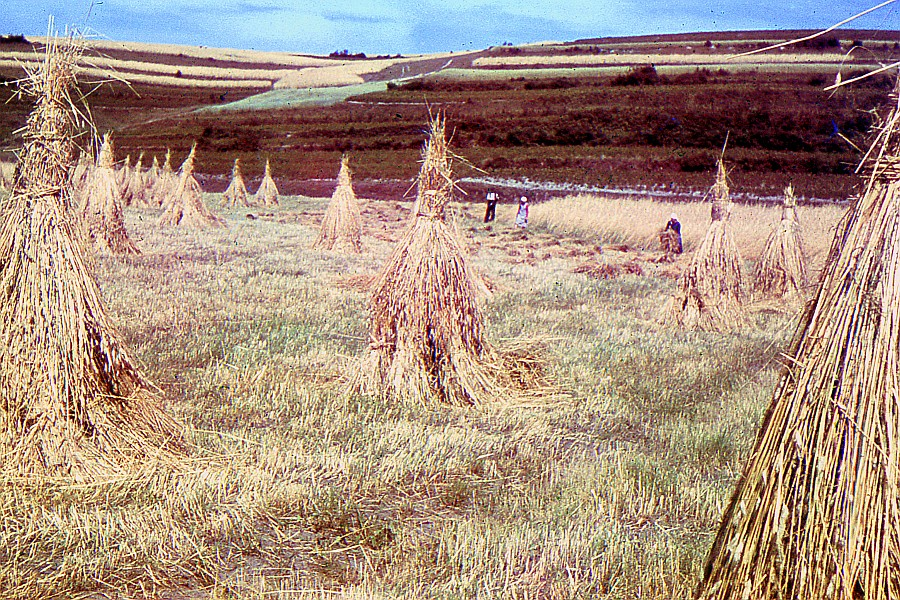
1938년 폴란드에서 수확 (아그파컬러).
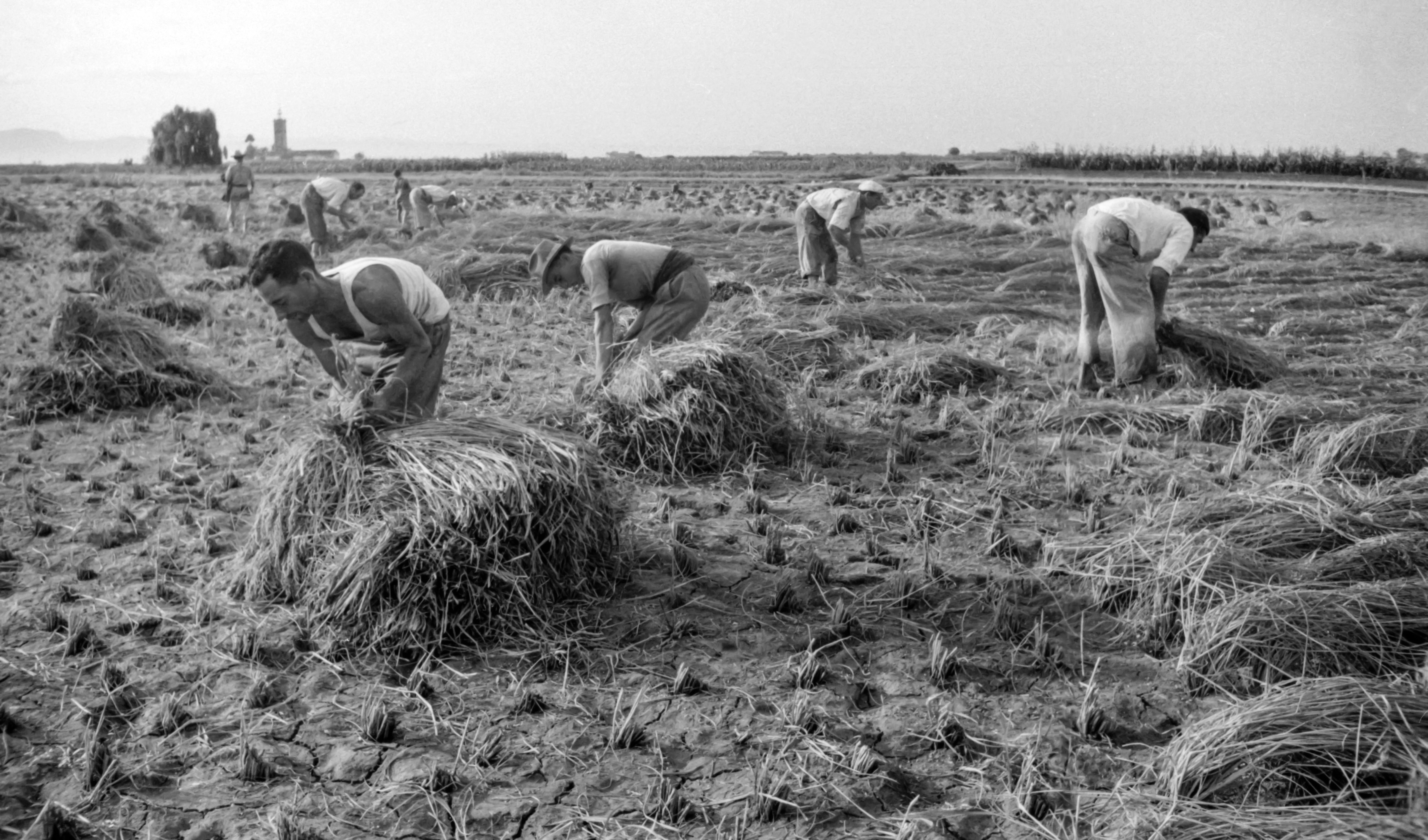
1953년 발렌시아 지방 알히네트에서 쌀 수확.
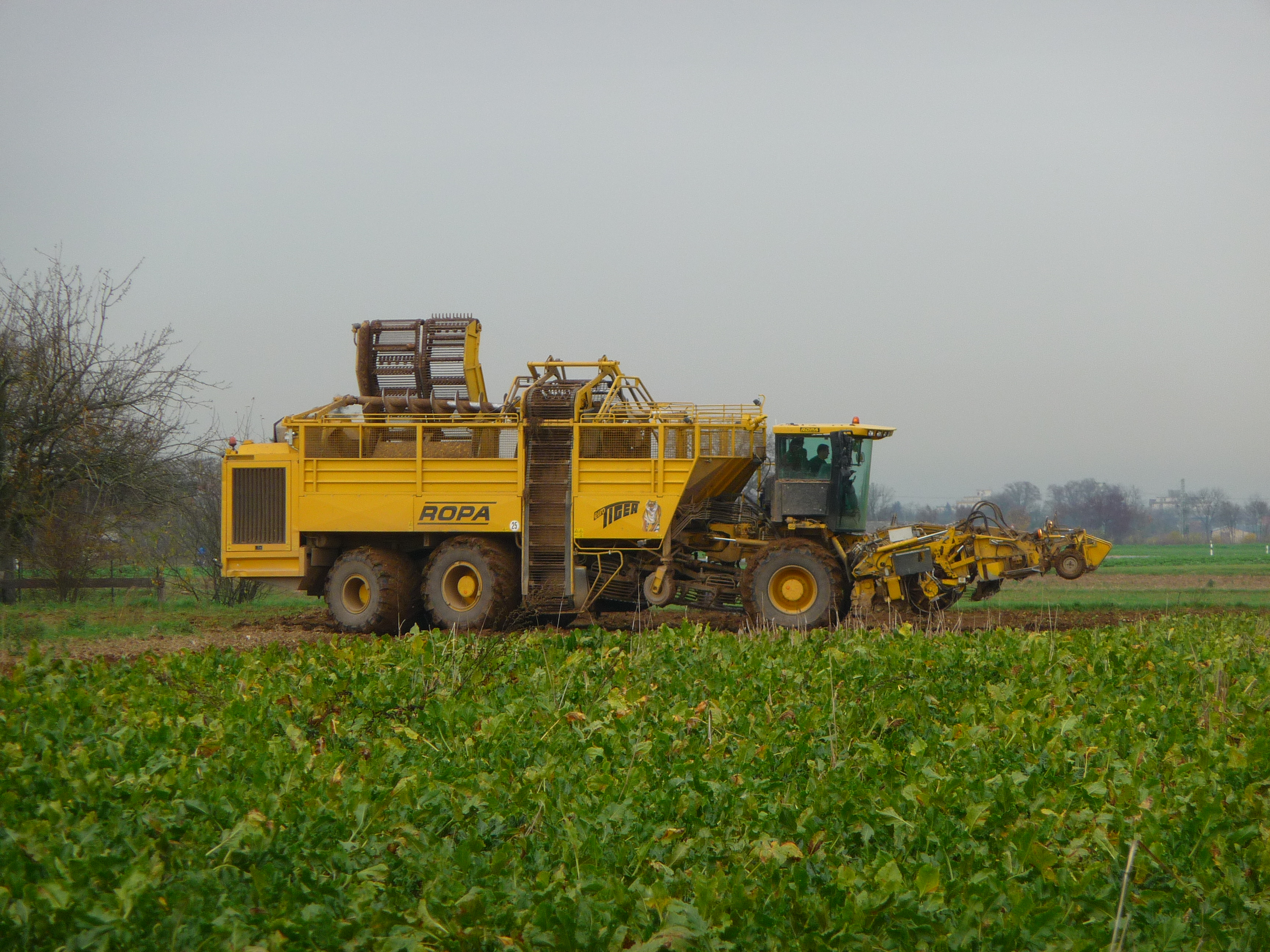
사탕무 수확기. 독일 바덴뷔르템베르크.

## 같이 보기
- 콤바인
- 에너지 하베스팅
- 포도 수확
- 수확제
- 남획
- 빗물 집수
- 지속농업
- 지속 가능한 수확량
- 토피어리
- 탈곡
- 까부르기